# Tatjana Michailowna Goritschewa
Tatjana Michailowna Goritschewa (russisch Татьяна Михайловна Горичева; * 12. August 1947 in Leningrad, UdSSR, heute Sankt Petersburg, Russland) ist eine russische Philosophin, die sich in der Sowjetunion zum Christentum bekehrte, anschließend im Untergrund eine christliche und frauenrechtsfördernde Bewegung initiierte, dabei als Dissidentin politisch verfolgt wurde und in den Westen emigrierte. Dort hielt sie Vorträge und verfasste literarische Werke. 1988 konnte sie in ihre Heimat zurückkehren.

## Leben
Tatjana Goritschewa studierte Philosophie und Radiotechnik. Nach dem Studium der Philosophie an der Universität Leningrad wurde sie Dozentin für marxistische Philosophie; sie beschäftigte sich dabei mit Jean-Paul Sartre, Albert Camus, Friedrich Nietzsche und Martin Heidegger. Sie begann, Yoga zu praktizieren, und beschreibt ihren Lebensstil rückblickend als „exzessiv“.
Mit 26 Jahren (1973) wurde sie Christin, was ihr Leben radikal änderte. Sie gründete mit einigen Frauen in ihrer Heimatstadt Leningrad die erste Frauenbewegung der Sowjetunion. Nach ihrer Bekehrung organisierte sie religiöse Seminare und veröffentlichte zwei Zeitschriften im Untergrund, insbesondere den Almanach „Frauen und Russland“. Dabei wurde sie von dem staatlichen Geheimdienst KGB verfolgt.
1980 wurde sie aus der Sowjetunion ausgewiesen, erhielt Exil in Frankreich und lebte vor allem in Paris. Durch eine rege Vortragstätigkeit, als Schriftstellerin und durch die Medien wurde sie auch in Deutschland bekannt.
Im Jahr 1988 durfte Goritschewa nach Russland zurückkehren, wo sie weiterhin Vorträge hält und Artikel publiziert. Zudem beschäftigt sie sich mit Fragen der Ökologie und des Tierschutzes.

## Privates
Goritschewa war mit Wiktor Kriwulin verheiratet, von dem sie sich scheiden ließ.

## Werke
- Die Frau und Russland: Almanach von Frauen für Frauen No. 1. die erste freie Zeitschrift, im Selbstverlag im September 1979 in der UdSSR erschienen Google Books
- Unaufhörlich sucht der Mensch das Glück. Reisetagebuch Herder 1989, ISBN 3-451-21406-7
- Von Gott zu reden ist gefährlich. Meine Erfahrungen im Osten und im Westen Herder 1984, ISBN 3-451-20011-2
- Die Kraft christlicher Torheit. Meine Erfahrungen Herder 1985
- Die geistige Erfahrung der verfolgten Kirche. Die mystische Revolution im heutigen Russland (Via Mundi 23) 1986
- Die Kraft der Ohnmächtigen. Weisheit aus dem Leiden Brockhaus 1988
- Hiobs Töchter Herder 1989, ISBN 3-451-21043-6
- Nadjeschda heißt Hoffnung. Russische Glaubenszeugen unseres Jahrhunderts Herder 1988
- Nur GOTT kann Rußland retten. Aufzeichnungen in bewegter Zeit Herder
- Die Rettung der Verlorenen SCM R. Brockhaus, ISBN 3-417-20333-3
- Unverhoffte Freude. Erfahrungen einer christlichen Philosophin. SCM R. Brockhaus 1990, ISBN 3-417-24088-3